# اوری‌بادیز گان تو د رپچر
همه در حال رها شدن هستند (به انگلیسی: Everybody's Gone to the Rapture) یک بازی ویدئویی در سبک ماجراجویی است که توسط استودیو مستقل چاینیز روم با همکاری استودیو سانتا مونیکا توسعه یافته و به‌وسیلهٔ سونی کامپیوتر انترتینمنت در اوت سال ۲۰۱۵ برای کنسول پلی‌استیشن ۴ منتشر شده است. این بازی به عنوان دنباله معنوی برای استر عزیز (۲۰۱۲) در نظر گرفته شده بود، که آن نیز توسط چاینیز روم توسعه یافته است. هرچند در ابتدا این بازی به عنوان یک بازی انحصاری برای مایکروسافت ویندوز اعلام شده بود، اما در اوت ۲۰۱۵ برای کنسول پلی‌استیشن ۴، و سپس در آوریل ۲۰۱۶ برای ویندوز عرضه شد.